# Universidad Nacional Pedro Henríquez Ureña
La Universidad Nacional Pedro Henríquez Ureña (UNPHU) es una universidad privada de República Dominicana, fundada en 1966. Su campus universitario está ubicado en Santo Domingo, y es la primera universidad privada creada en la capital del país. 

## Historia
La Universidad Nacional Pedro Henríquez Ureña se fundó el 21 de abril del año 1966 como una institución de carácter público y sin fines de lucro. Obtuvo personalidad jurídica el 21 de marzo del 1967 a través del Decreto No.1090. 
El Estatuto Orgánico de la UNPHU fue aprobado por la Junta de Administración de la Fundación Universitaria Dominicana. Su aprobación tuvo lugar el 14 de diciembre de 1970. Los fundadores de esta casa de altos estudios eran personalidades reconocidas y representativas de sectores y actividades importantes de la República Dominicana. Ellos se encargaron de crear la fundación antes mencionada.
La universidad fue designada por el nombre de Pedro Henríquez Ureña para homenajear al gran filósofo, humanista y hombre de letras de la República Dominicana.
El 19 de noviembre de 1966 la UNPHU inició sus labores en un edificio que el gobierno le cedió luego a la Fundación Universitaria Dominicana.
La Universidad estuvo dirigida por los siguientes rectores: José Antonio Caro Álvarez (primer rector), Juan Tomás Mejía Feliú, Jaime Antonio Viñas Román, Roberto Luis Bergés Febles, Felix Mariano Arturo Defilló Ricart, Rose Margarite Taulé Casso y el actual Miguel Ramón Fiallo Calderón.

## Facultades
| Arquitectura y Artes    | Ciencia y Tecnología                              | Ciencias Agropecuarias y Recursos Naturales | Ciencias Económicas y Sociales        | Humanidades y Educación                  | Ciencias Jurídicas y Políticas | Ciencias de la Salud   |
| ----------------------- | ------------------------------------------------- | ------------------------------------------- | ------------------------------------- | ---------------------------------------- | ------------------------------ | ---------------------- |
| Escuela de Arquitectura | Escuela de Agrimensura                            | Escuela de Agronomía                        | Escuela de Administración de Empresas | Escuela de Educación Especial            | Escuela de Derecho             | Escuela de Medicina    |
| Escuela de Diseño       | Escuela de Ingeniería Civil                       | Escuela de Medicina Veterinaria             | Escuela de Mercadotecnia              | Escuela de Psicología Clínica            |                                | Escuela de Odontología |
| Escuela de Música       | Escuela de Ingeniería Química                     |                                             | Escuela de Administración Hotelera    | Escuela de Psicología Escolar            |                                | Escuela de Farmacia    |
|                         | Escuela de Ingeniería Industrial                  |                                             | Escuela de Contabilidad y Auditoría   | Escuela de Psicología Industrial         |                                |                        |
|                         | Escuela de Ingeniería Geomática                   |                                             |                                       | Escuela de Educación Biología y Química  |                                |                        |
|                         | Escuela de Ingeniería de Sistemas Computacionales |                                             |                                       | Escuela de Educación Física y Matemática |                                |                        |

## Publicaciones
- AULA Revista de Humanidades y Ciencias Sociales.
- 1996 - Ángel de Seducción. Premio de Poesía Pedro Henríquez Ureña. De Fernando Cabrera.
- El Arzobispo Fernando Carvajal y Rivera: Un Crítico de la Policía Colonial en Santo Domingo. De Fernando Pérez Memén.
- El Pensamiento Dominicano en la Primera República (844-1861), Primera Edición. De Fernando Pérez Memén.
- Bibliotecas Privadas y Vida Cotidiana de la Colonia de Santo Domingo. De Carlos Esteban Deive

## Personajes galardonados

### Doctorhonoris causa

#### Arquitectura y Artes
- Arq. José Antonio Caro Álvarez, 1983.
- Arq. Eugenio Pérez Montás, 29 de enero de 1998.
- Oswaldo Guayasamín, 28 de octubre de 1992.

#### Ciencias y Tecnología
- Ing. Rafael Bisonó Genao, 18 de abril de 2016.
- Ing. Mario Cabrera Morín, 18 de abril de 2016.

#### Ciencias Económicas y Sociales
- Dr. Lupo Hernández Rueda, 4 de diciembre de 1988.
- Lic. Antonio Ortiz Mena, 9 de enero de 1991.
- Don Andrés Avelino Abreu Vargas, 18 de abril de 2016.

#### Ciencias Agropecuarias y Recursos Naturales
- Dr. Norman Ernest Borlaug, 1983
- Ing. Rafael Hipólito Mejía Domínguez, 20 de julio de 2017.

#### Humanidades y Educación
- Dr. Juan Jacobo De Lara, 1983.
- Dr. Arturo Uslar Pietri.
- Don Alberto Baeza Flores, 27 de junio de 1984.
- Don Germán Arciniegas, 27 de junio de 1984.
- Dr. Alfonso Reyes, 3 de octubre de 1989.
- Dr. Germán Emilio Ornes, 13 de abril de 1998.
- Don Juan Emilio Bosch Gaviño, 29 de junio de 1998.
- Monseñor Nicolás de Jesús López Rodríguez, 23 de abril de 1999.
- Dr. Leonel Antonio Fernández Reyna, 1 de agosto de 2000.
- Juan Luis Guerra Seijas, 26 de junio de 2008.
- José Antonio Molina Miniño, 26 de junio de 2008.
- Michel Camilo Redondo, 26 de junio de 2008.
- Ligia Amada Melo.

#### Ciencias Jurídicas y Políticas
- Dr. Juan Tomás Mejía Feliú, 24 de noviembre de 1983.
- Dr. Rafael Caldera, 22 de noviembre de 1988.
- Lic. Luis Julián Pérez, 29 de enero de 1998.

#### Ciencias de la Salud
- Dr. Joaquín Barraquer Moner, 10 de abril de 1987.
- Dr. Juan Manuel Taveras Rodríguez, 8 de agosto de 1987.
- Dr. René Favaloro, 10 de octubre de 1993.

### Profesor Honorífico

#### Arquitectura y Artes
- Bienvenido Bustamante, 30 de abril de 1985,
- Luis Rivera, 30 de abril de 1985,
- Miguel de Moya Alonzo, 30 de abril de 1985,
- Joaquín Priego, 30 de abril de 1985,
- Salvador Sturla, 30 de abril de 1985 (póstumo),
- José Dolores Cerón, 30 de abril de 1985 (póstumo),

#### Ciencias y Tecnología
- Ing. Rafael Bonnelly García, 30 de abril de 1985

#### Ciencias Agropecuarias y Recursos Naturales
- Martín de Moya, 30 de abril de 1985,

#### Humanidades y Educación
- Ulises Domínguez, 30 de abril de 1985,
- Domingo Moreno Jimenes, 30 de abril de 1985,

#### Ciencias Jurídicas y Políticas
- Dr. Francisco Cabral Remigio, 30 de abril de 1985,

#### Ciencias de la Salud
- Fernando Batlle Viñas, 30 de abril de 1985,

### Profesor Distinguido
- Dr. Mariano Lebrón Saviñón,

### Pergaminos de Reconocimiento
- Liga Dominicana contra el Cáncer, 30 de abril de 1985
- Orquesta Sinfónica Nacional, 30 de abril de 1985,

## Personal destacado

### Maestros
- Aura Celeste Fernández.
- Fernando Pérez Memén.
- Johnny Alfredo Jones Luciano.
- Jorge Subero Isa.
- Mariano Germán Mejía.
- Mariano Lebrón Saviñón.
- Miguel D. Mena.

### Graduados
- Miguel Reyes Sánchez.
- Elías Wessin Chávez.
- José Guillermo Cortines.
- Pelegrín Horacio Castillo Semán.
- Trajano Santana.
- Alejandro Moscoso Segarra.

## Asociaciones
- Asociación Dominicana de Rectores de Universidades (ADRU).
- Asociación Dominicana de Facultades (Escuelas) de Medicina (ADOFEM).
- Federación Panamericana de Facultades (Escuelas) de Medicina (FEPAFEM).

## Acreditaciones
- Accreditation Council for Business Schools and Programs (ACBSP)[5]
- Acreditadora Nacional de Programas de Arquitectura y Disciplinas del Espacio Habitable A.C. (ANPADEH)[6]
- National Committee on Foreign Medical Education and Accreditation (NCFMEA)[7]
- Sistema Regional de Acreditación de Ingenierías en el Gran Caribe (GCREAS)
- Caribbean Accreditation Authority for Education in Medicine and Other Health Professions (CAAM-HP)[8][9]